# تاريخ لاوس

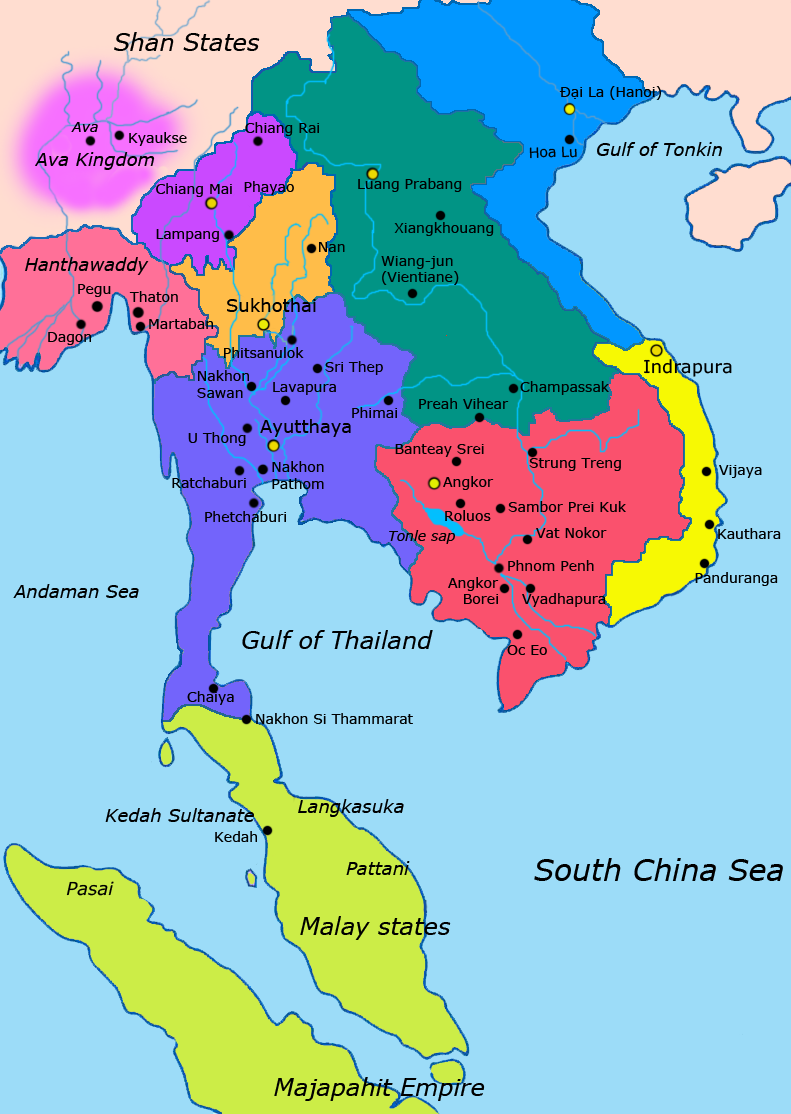
جنوب شرق آسيا 1400 قبل الميلاد، تظهر مملكةمملكة لان أكسانغ؛ اللون الأحمر في مملكة أثوياها، البنفسجي مملكة سوكوتاي البرتقالي سوخوثاي، الأصفر مملكة شامبا، الأرجواني مملكة الانا، الأزرق مملكة داي نام.

يرجع تاريخ مايعرف حاليا بدولة لاوس إلى عشرة آلاف عام مضت، فقد كشفت أعمال التنقيب عن أدوات حجرية ومجموعة من الجماجم والهياكل العظمية البشرية، التي أكدت قدم تاريخ هذا البلد وعراقته، فقد كان الشعب اللاوسي من أوائل من استخدم الحديد في صناعة أدوات المعيشة.

## القيود والوضع الحالي للبحث
كان الاستكشاف الأثري في لاوس محدودًا بسبب التضاريس الوعرة والنائية، وتاريخ نزاعات القرن العشرين التي خلفت أكثر من مليوني طن من الذخائر غير المنفجرة في جميع أنحاء البلاد، والحساسيات المحلية للتاريخ التي تشمل الحكومة الشيوعية في لاوس، وسلطات القرية والفقر في المناطق الريفية. بدأت الاستكشافات الأثرية الأولى في لاوس مع المستكشفين الفرنسيين الذين عملوا تحت رعاية المدرسة الفرنسية للشرق الأقصى. ومع ذلك، نظرًا لحرب لاو الأهلية، لم تبدأ الجهود الأثرية الجادة في لاوس إلا منذ تسعينيات القرن العشرين. ومنذ عام 2005، كان أحد هذه الجهود مشروع ميكونغ الأثري الأوسط (إم إم إيه بّي)، الذي نقب ومسح العديد من المواقع على طول نهر ميكونغ وروافده حول لوانغ برابانغ في شمال لاوس، بهدف استكشاف الاستيطان البشري المبكر في وديان نهر ميكونغ وروافده.

## عصور ما قبل التاريخ في لاوس
أكد السجل الأحفوري للمنطقة هجرة الإنسان الحديث تشريحيًا، والذي كان صيادًا وجامع ثمار إلى جنوب شرق آسيا قبل 50000 عام. وقد يكون هؤلاء المهاجرون، إلى حد ما، قد اندمجوا وتكاثروا مع أفراد من السكان القدماء من الإنسان المنتصب، مثلما توحي الاكتشافات الحفرية لعام 2009 في كهف تام با لينغ. ويعود تاريخه إلى ما بين 46000 و63000 عام، وهو أقدم أحفورة عُثر عليها في المنطقة والتي تحمل سمات مورفولوجية بشرية حديثة. وتدعم الأبحاث الحديثة أيضًا فهمًا أكثر دقة لأنماط هجرة البشر الأوائل، الذين هاجروا على موجات متتالية تتحرك من الغرب إلى الشرق متبعين السواحل، لكنهم استخدموا أيضًا وديان الأنهار في الداخل وإلى الشمال أكثر مما كان يُعتقد سابقًا.
يمكن تمييز التقليد المبكر في الحضارة الهوابينهية، ويطلق اسم هذه الحضارة على الصناعة والاستمرارية الثقافية للأدوات الحجرية والتحف المرصوفة بالحصى التي تظهر نحو 10000 قبل الحاضر في الكهوف والملاجئ الصخرية التي وصفت لأول مرة في هوا بنه، فيتنام، وفيما بعد في لاوس أيضًا.

### هجرات العصر الحجري الحديث
استقر بعد سكان لاوس الأوائل -الأستراليود- ناطقون باللغات الأسترو آسيوية. وساهمت هذه المجتمعات المبكرة في التجمع الجيني للأسلاف لإثنيات لاو في الأراضي المرتفعة المعروفة مجتمعة باسم «لاو ثيونغ»، وأكبر المجموعات الإثنية هي الخمو في شمال لاوس، وبراو وكاتانغ في الجنوب.
تعتبر موجات الهجرة اللاحقة في العصر الحجري الحديث ديناميكية ومعقدة للغاية ومحط جدل كبير. يلجأ الباحثون إلى المصطلحات اللغوية والحجج لتحديد المجموعة وتصنيفها.

### الزراعة وإنتاج البرونز
دخلت تقنيات زراعة الأرز الرطب والدخن من وادي نهر يانغتسي في جنوب الصين منذ نحو 2000 عام قبل الميلاد. وظل الصيد وجمع الثمار جانبين هامين من جوانب توفير الغذاء؛ خاصة في المناطق الداخلية الحرجية والجبلية. وجرى تأكيد أول إنتاج معروف للنحاس والبرونز في جنوب شرق آسيا في موقع بان شيانغ في شمال شرق تايلاند الحديثة، وخلال حضارة فونغ نغوين في شمال فيتنام منذ نحو عام 2000 قبل الميلاد.

### سهل الجرار
ظهر مجتمع تجاري داخلي على هضبة زيانغ هوانغ من القرن الثامن قبل الميلاد وحتى أواخر القرن الثاني الميلادي، حول موقع الآثار الصخرية المسمى سهل الجرار. ورُشح السهل ليكون على القائمة المؤقتة لمواقع التراث العالمي لليونسكو في عام 1992، ولا يزال السهل يطهر من الذخائر غير المنفجرة منذ عام 1998. إن الجرار الموجودة عبارة عن نواويس حجرية تعود إلى أوائل العصر الحديدي (500 قبل الميلاد حتى 800 ميلادي) وتحتوي أدلة على بقايا بشرية ومواد الدفن والسيراميك. تحتوي بعض المواقع على أكثر من 250 جرة فردية. ويبلغ ارتفاع أطول الجرار أكثر من 3 أمتار (9.8 قدم). لا يُعرف سوى القليل عن الحضارة التي أنتجت الجرار واستخدمتها. وتشير الجرار ووجود خام الحديد في المنطقة إلى أن منشئي الموقع كانوا يعملون في تجارة برية مربحة.

### مملكة فونان
جرت الإشارة إلى أول مملكة أصلية ظهرت في الهند الصينية في التواريخ الصينية باسم مملكة فونان وشملت منطقة كمبوديا الحديثة، وسواحل جنوب فيتنام وجنوب تايلاند منذ القرن الأول الميلادي. كانت فونان مملكة ذات طابع هندي ضمت جوانب مركزية من المؤسسات الهندية والدين وفنون الحكم والإدارة والثقافة والنقوش والكتابة والعمارة وشاركت في تجارة مربحة في المحيط الهندي.

### مملكة تشامبا
بحلول القرن الثاني الميلادي، أنشأ المستوطنون الأسترونيزيون مملكة ذات طابع هندي تُعرف باسم تشامبا على طول وسط فيتنام الحديثة. وأسس شعب تشام المستوطنات الأولى بالقرب من تشامباساك الحديثة في لاوس. وتوسعت فونان وضمت منطقة تشامباساك بحلول القرن السادس الميلادي، ثم حل محلها نظام الحكم الذي خلفها شينلا. واحتلت شينلا مساحات شاسعة من لاوس الحديثة، وتمثل أقدم مملكة على أرض لاوس.

### مملكة شينلا
كانت عاصمة شينلا المبكرة هي شريتابورا وكانت تقع بالقرب من تشامباساك وموقع التراث العالمي لليونسكو في فات فو. ويعتبر فات فو مجمع معبد شاسع في جنوب لاوس يجمع بين المناطق الطبيعية المحيطة بهياكل الحجر الرملي المزخرفة، والتي جرى الحفاظ عليها وتزيينها من قبل شعوب شينلا حتى عام 900 ميلادي، ثم أعاد الخمير اكتشافها وزخرفتها في القرن العاشر.
بحلول القرن الثامن الميلادي، انقسمت شينلا إلى «أرض شينلا» الواقعة في لاوس، و«مياه شينلا» التي أسسها ماهيندرافارمان بالقرب من سامبور بري كوك في كمبوديا. كانت أرض شينلا معروفة لدى الصينيين باسم «بو لو» أو «وين دان» وأرسلت بعثة تجارية إلى بلاط أسرة تانغ عام 717 م. وتعرضت مياه شينلا لهجوم متكرر من تشامبا، وممالك البحر ميدانغ في إندونيسيا المتمركزة في جاوة، وأخيرًا القراصنة. ومن عدم الاستقرار هذا ظهر الخمير.

### مملكة الخمير
في عهد الملك جايافارمان الثاني، بدأت إمبراطورية الخمير بالتبلور في القرن التاسع الميلادي.

## مملكة لان أكسانغ
مملكة لان أكسانغ أو لان زانغ أو مايعني بلاد المليون فيل (لاو:ລ້ານຊ້າງ) (فترة الحكم:1354م-1707م) يرجع امتداد لاوس تاريخيا الي مملكة لان أكسانغ أولي المماليك اللاوسية الكبري القديمة التي أسسها الملك فانغون الذي كان قد رحل الي كمبوديا وهو طفل وأستطاع الملك تأسيس البلاد عبر توحيد الدويلات الصغيرة التي كان يحكمها أمراء وكان الملك فانغون علي رأس 10 آلاف جندي واستطاعت مملكة أكسانغ بناء نظام سياسي وعسكري جيد بالإضافة إلى بناء علاقات تجارية مع جيرانها وخاضت البلاد حروب معا فيتنام في (1478م-1479م) وسيام (1536م) وبورما (1571م-1621م).ومعا ذلك استمر حكم المملكة حتى عام 1694م عندما حدثت منافسات علي العرش وانقسمت المملكة في 1707م الي ثلاث ممالك منفصلة هي (لوانغ فرابانغ، فيانتيان، شامباساك).

## مملكة شامباساك
مملكة شامباساك (1707-1946) تقع مملكة شامباساك بجنوب لاوس حاليا وبعد تفكك مملكة لان ساكنغ انشقت المملكة وازدهرت المملكة في القرن الثامن عشر حتى ضعفت وخضعت للحكم التابع لمملكة سيام كمملكة تابعة لسيام حتى خضعت للأستعمار الفرنسي الذي ضمها لاحقا الي لاوس
مملكة لوانغ فرابانغ
مملكة لوانغ فرابانغ (1707-1949) تشكلت المملكة بعد أنقسام مملكة لان أكسانغ وكان يحكمها النظام الملكي وكانت تتميز بالضعف حيث اضطرت لدفع الجزية في اوقات مختلفة من عمرها الي بورما وسيام وأستمر حكمها حتى عام 1887 عندما هاجمها جيش العلم الأسود الذي دمرها وفي 1893م اضطرة المملكة لقبول الوصاية الفرنسية وأصبحت تابعة للمستعمرة الفرنسية الواقعة في الهند الصينية

## مملكة فيانتيان
مملكة فيانتيان (1707-1828) تشكلت المملكة بعد أنقسام مملكة لان أكسانغ وكانت في المنطقة التي تعرف عليها كعاصمة جمهورية لاوس، استمر حكم المملكة حتى 1765م عندما خضعت المملكة وأصبحت تحت وصاية لبورما  والتي أستمرت حتى 1778م عندما أحتلت بالكامل من قبل مملكة سيام.

شعار لاوس من 1949م الي 1975م

## الفترة الاستعمارية
في أواخر القرن التاسع عشر ميلادي وبعد هجوم جيش العلم الأسود وتدمير مملكة لوانغ فرابانغ أنظمت المملكة الي المستعمرات الفرنسية في الهند الصينية بعد ذلك تم ضم مملكة شامباساك ومنحت مملكة فيانتيان حكمها خاصا كمستعمرة فرنسية وأصبحت هذه المنطقة مهمه لفرنسا  لم تمثل المستعمرة الفرنسية أكثر من 1% من مجمل الصادرات الفرنسية من المستعمرات الواقعة في الهند الصينية وقبل عام 1940 كان يعيش 400 شخص فقط من المواطنين الفرنسين في لاوس  خلال الحرب العالمية الثانية وقعت المنطقة تحت الاحتلال الياباني لفترة قصيرة وأعلنت البلاد استقلالها في عام 1945 بعد هزيمة اليابان في الحرب لكن الجنرال شارل ديجول أعاد المنطقة للسيطرة الفرنسية وفي عام 1950م أعلنت لاوس كدولة داخل الاتحاد الفرنسي وأستمر هذا الوضع حتى عام 1954 عندما منحت لاوس أستقلالها الكامل وأصبحت دولة ملكية دستورية تحت حكم ملك مملكة فيانتيان

## الأستقلال والحرب
بعد أن منحت أتفاقية جنيف أستقلال لاوس عن الأستعمار الفرنسي واصلت بعثات عسكرية فرنسية مهام تدريب جيش لاو الملكي وفي 1955م شرعت وزارة الدفاع الأمريكية بعمل برنامج لدعم الجيش الملكي لسد الفراغ الفرنسي
في عام عام 1960م قام ضابط بالجيش الملكي بعمل انقلاب ويسمي الكابتن كونغ لي واطاح بالحكومة الموالية للغرب وطالب بحكومة محايدة قامت
بعد ذلك حرب أهلية في البلاد استمرت عام كامل سيطر الضابط كونغ لي مدعوما بقوات الباتيت لاو علي شمال لاوس وأعلن وقت أطلاق النار في عام 1961م لكن أستمر القتال، خلال عام 1962م عقد مؤتمر دولي في جنيف بمشاركة 14 دولة واتفقت علي تشكيل حكومة ائتلافية في لاوس
يكون الأمير سوفانافوما الذي يعتبر محايد رئيسًا لوزرائها وبمشاركة كل من الشيوعي الأمير سوفانوفونغ والماعدي للشيوعية الأمير بوناوم وضمنت الاتفاقية حياد لاوس في حرب فيتنام بأشراف دولي وأصرت الاتفاقية علي خروج القوات الاجنبية من لاوس.
في عام 1963م انسحب الشيوعي الأمير سوفانوفونغ من الحكومة الائتلافية واندلع القتال من جديد بين الباتيت لاو المتركزين في شمال لاوس وقوات الحكومة في غرب لاوس، تلقى الباتيت لاو دعما من مستشارين عسكريين من الصين والاتحاد السوفييتي ومن آلاف الجنود من فيتنام الشمالية. أما قوات الحكومة الملكية فقد ساندتها قوات من تايلاند ومن فيتنام الجنوبية كما ساعدها مستشارون عسكريون من الولايات المتحدة. أستمر الحرب حتى عام 1970 عندما حققت قوات الباتيت لاو الشيوعية سيطرة كاملة علي شرقي لاوس وانقهرت القوات الملكية فقط في غربي لاوس فقط
دعمت القوات الشيوعية بقيادة الأمير سوفانوفونغ وأعتبرت فيتنام الشمالية بلدا شقيقا وسمحت لقواتها بعمل طرق الأمدادات لحربها ضد جارتها فيتنام الجنوبية المدعومة من قبل الولايات المتحدة الأمريكية وخلال حرب فيتنام كانت فيتنام الشمالية تستخدم طريق هوشي منه الذي يعبر في لاوس وكمبوديا لنقل القوات والذخائر والمؤن إلى داخل فيتنام الجنوبية، وقامت طائرات الولايات المتحدة بقصف هذا الطريق ومناطق أخرى داخل لاوس. وفي عام 1971م قامت قوات فيتنام الجنوبية تدعمها قاذفات القنابل والطائرات المروحية الأمريكية بالعبور داخل لاوس لمهاجمة طرق التموين والإمداد الشيوعية.
في عام 1973م اتفقت حكومة لاوس مع الباتيت لاو على وقف لإطلاق النار، وعلى تشكيل حكومة ائتلافية. وفي عام 1974م أقيمت حكومةٌ جديدة كان سوفانا فوما رئيسًا لوزرائها وكان سوفانوفونغ رئيسا للهيئة الاستشارية. في عام 1975م قامت مظاهرات مؤيدة للشُّيوعيين فاستقال عددٌ كبير من موظَّفي الحكومة غير الشيوعيين وحَلّ محلهم شيوعيون. بهذا صارت الحكومة تحت سيطرة الشيوعيين. وفي الوقت ذاته بسطت قوات الباتيت لاو سيطرتها على مساحات كبيرة من البلاد.
انتهت حرب فيتنام في أبريل 1975م بسقوط فيتنام الجنوبية في أيدي الشيوعيين. وفي الشهر ذاته تَمكَّن الشيوعيون من السيطرة على كمبوديا. وفي وقت متأخر من السنة نفسها تنازل الملك عن عرشه، وسيطرت الباتيت لاو على لاوس التي أصبحت دولة شيوعية. ومنذ سيطر الشيوعيون على الحكم فَرَّ آلاف اللاوسيين من البلاد. وبعد ذلك بفترة وجيزة دخل خمسون ألفاً من القوات الفيتنامية إلى لاوس، وأصبح للفيتناميين نفوذ كبير على حكومة لاوس. وقد تقلد سوفانوفونغ منصبا فخريّا إلى حدّ كبير وهو منصب رئيس الدولة في ظل الحكومة الشيوعية ابتداءً من عام 1975م وحتى استقال في عام 1986م. سحبت فيتنام قواتها بين عامي 1988 و1989م، وأجازت لاوس دستورها عام 1991م، وأصبح نوهاك فوسافان رئيسًا للبلاد بدءًا من عام 1992م.